# Шереметєв Петро Борисович

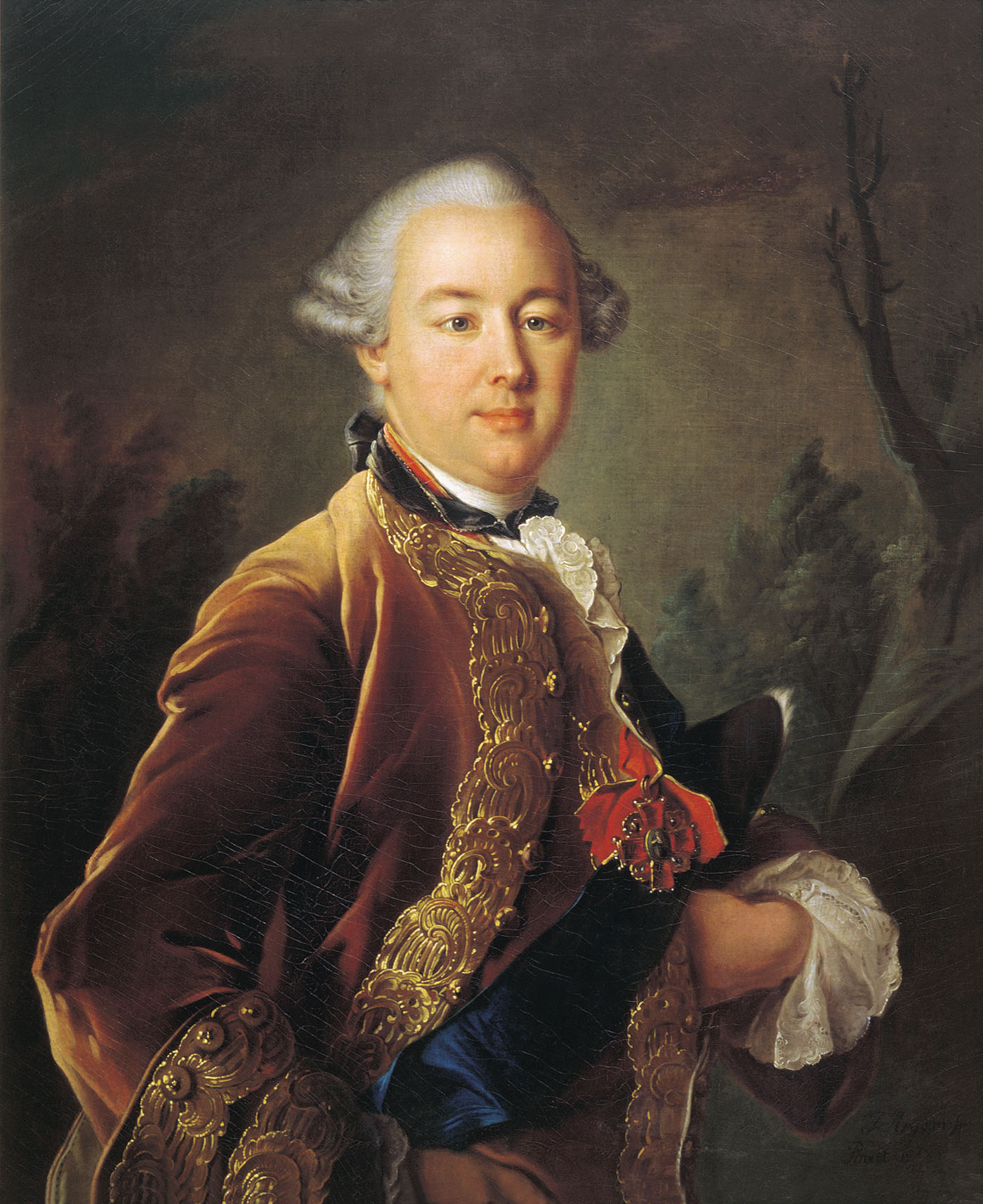

Петро́ Бори́сович Шереме́тєв (рос. Пётр Борисович Шереметев, нар. 26 лютого 1713, Прилуки — пом. 30 листопада 1788) — російський державний діяч, граф, обер-камергер (з 1761), генерал-аншеф, сенатор. Син Бориса Петровича Шереметєва.
Успадкував від батька величезну бібліотеку (25 тисяч томів), що містила багато стародруків, рідкісних і цінних видань. Доля книгозбірні невідома, очевидно, вона згоріла під час пожежі Москви 1812 року.